# نینج
نینج، روستایی از توابع بخش مرکزی شهرستان رزن در استان همدان ایران است.

## جمعیت
این روستا در دهستان رزن قرار دارد و براساس سرشماری مرکز آمار ایران در سال ۱۳۹۵، جمعیت آن ۳۹۸ نفر (۱۰۱خانوار) بوده‌است.
این روستا قابلیت تبدیل شدن به یکی از مکان های گردشگری را دارد.